# Qu'est-ce qui fait craquer les filles...

Qu'est-ce qui fait craquer les filles ? est un film français réalisé en 1982 par Michel Vocoret, coproduit par Christian Ardan et Edgar Oppenheimer.

## Synopsis
Dans cette comédie, Cervoise possède un hôtel qu'il fait tourner en faisant abusivement pression sur le personnel, y compris sur le directeur Joncard. Pour satisfaire sa compagne (jouée par Katia Tchenko), le riche propriétaire d'un casino (joué par Gérard Hernandez), voudrait lui offrir cet hôtel qui n'est pas à vendre. Pour cela, il va négocier le prix le plus bas possible y compris par des procédés déloyaux utilisant les tensions entre le propriétaire et le personnel et en particulier le directeur qui perd tout son argent au casino pour qu'il sabote l'hôtel en embauchant un groupe d'incapables afin qu'ils agissent en ce sens, donnant lieux à quelques gags désopilants. Mais le suspense s'engage alors: qui du propriétaire de l'hôtel ou de celui du Casino achète a-t-il finalement l'établissement de l'autre ?

## Fiche technique
- Titre : Qu'est-ce qui fait craquer les filles...
- Producteur : Christian Ardan
- Réalisation et scénario : Michel Vocoret
- Images : Claude Becognée
- Montage : Claudio Ventura
- Musique : Roland Romanelli
- Son : Jean-Pierre Delorme, Dominique Duchatelle
- Production : Belles Rives, France International Productions, African Queen Productions
- Distribution : Les Films Jacques Leitienne
- Pellicule : 35 mm, couleurs
- Année de production : 1982
- Genre : Comédie
- Durée : 90 minutes
- Sortie à Paris le 23 juin 1982
- Affiche : Léo Kouper (France)

## Distribution
- Guy Montagné : Cervoise
- Georges Descrières : Joncard
- Gérard Hernandez : Zerbini
- Katia Tchenko : la femme de Zerbini
- Daniel Balavoine : un client
- Darry Cowl : le journaliste
- Yves Mourousi : lui-même
- Bouboule
- Gérard Loussine
- Jacques Chazot : lui-même
- Jacques Dynam
- Marilyne Canto : Marie-Lise, la secrétaire de Cervoise